# 세스 사카이
세스 사카이(Seth Sakai, 1932년 5월 22일 ~ 2007년 5월 10일)는 미국의 배우, 텔레비전 배우이다.
하와이주에서 태어났으며 하와이주에서 사망하였다.

## 영화
- 아메리칸 패스타임 (2007년)
- 진주만 (2001년)
- 헌티드 (1995년)
- 가라데 키드 (1994년)
- 철인 무적 (1991년)
- 전쟁과 추억 (1988년)
- 사랑의 약탈자 (1987년)
- 황금 물개의 전설 (1983년)
- 매그넘 P.I. (1980년)
- 미드웨이 (1976년)
- 하와이 5-0수사대 (1968년)